# Seznam nemških izposojenk v slovenščini
V stoletjih, med katerimi je slovenščina imela tesen stik z uradnim jezikom takratne habsburške države, nemščino, je prevzela iz tega jezika veliko izposojenk. Nekaj starih nemških izposojenk, ki jih še uporablja npr. Primož Trubar, dandanes ne štejemo več knjižnemu jeziku, npr. gnada za milost.
Precejšnje število nemških besed kasneje ni bilo prevzetih v knjižni jezik, temveč so značilne za pogovorni jezik oz. žargon. Veliko teh pogovornih besed se uporablja že več stoletij, saj o njih poroča že Janez Vajkard Valvazor v "Slavi vojvodine Kranjske" (npr. lojtra, ajmer, britof). 

## Seznam izposojenk nemškega izvora v slovenščini
pogovorni izraz